# Jules Dewaquez
Jules Dewaquez (Parigi, 9 marzo 1899 – Décines-Charpieu, 11 giugno 1971) è stato un calciatore francese, di ruolo attaccante.

## Carriera
Dopo gli inizi presso l'US Saint-Denis andò a giocare nell'Olympique de Pantin (che prese in seguito il nome di Olympique de Paris) con cui vinse la Coppa di Francia nel 1918 e vi arrivò in finale nel 1919 e nel 1921. Nel 1924 passò al Marsiglia, con cui vinse altre due coppe nazionali nel 1926 e nel 1927.
Esordì in Nazionale il 18 gennaio 1920 in occasione di una sconfitta per 9-4 contro l'Italia e vi giocò regolarmente per tutti gli anni '20, comprese le partecipazioni alle Olimpiadi del 1920,del 1924 e del 1928. Al momento del suo ritiro dalle competizioni internazionali, avvenuto nel 1929, era il recordman di presenze della Nazionale francese con 41 apparizioni internazionali; il primato sarebbe poi stato battuto da Étienne Mattler nel 1938.

## Palmarès

### Giocatore

#### Competizioni nazionali
- Coppa di Francia: 3

Olympique de Paris: 1917-1918
Olympique Marsiglia: 1925-1926, 1926-1927